# Roero (vino)
Roero è una denominazione di origine controllata e garantita (DOCG) riservata ad alcuni vini la cui produzione è consentita nella provincia di Cuneo.

## Zona di produzione
La zona di produzione comprende:
- l'intero territorio dei comuni di Canale, Corneliano d'Alba, Piobesi d'Alba, Vezza d'Alba.
- parte dei comuni di Baldissero d'Alba, Castagnito, Castellinaldo d'Alba, Govone, Guarene, Magliano Alfieri, Montà, Montaldo Roero, Monteu Roero, Monticello d'Alba, Pocapaglia, Priocca, Santa Vittoria d'Alba, Santo Stefano Roero, Sommariva Perno.[1]

## Storia
Il Roero (Roé in piemontese) è una regione geografica e storica del Piemonte, situata nella parte nord-orientale della provincia di Cuneo. Era già terra di vigneti in epoca preromana ed è tuttora una meta turistica in ambito eno-gastronomico.
"Consorzio di tutela Roero", istituito nel 2014, ha la funzione di tutelare e valorizzare la denominazione di origine controllata.

Nebbiolo

Il termine pare derivare da "nebbia", forse riferito all'aspetto dell'acino, scuro e annebbiato dall'abbondante pruina, forse dovuto alla maturazione molto tardiva delle uve, che porta spesso a vendemmiare nel periodo delle nebbie autunnali.
Il vitigno è citato già alla fine del Duecento, soprattutto in Astigiano e nelle Langhe; nel 1431 appare negli statuti di La Morra. A partire dal XIX secolo viene frequentemente catalogato nelle ampelografie.
Arneis

L’origine del nome può essere ricondotto al termine renexij, con cui nel XV secolo si indicava il vitigno, dal toponimo "bric Renesio", altura nei pressi di Canale. Altre fonti lo attribuiscono al termine piemontese arneis, letteralmente "arnese", che traslato indica una persona scontrosa o furfantesca.

## Tecniche di produzione
La giacitura consentita è quella collinare; nel caso del Roero rosso sono esclusi i terreni a bassa pendenza. Nel caso dell'Arneis è consentita la coltivazione anche sui versanti esposti a nord. Le forme di allevamento e sistemi di potatura sono quelli tradizionali, ovvero la controspalliera e il Guyot tradizionale.
Le operazioni di vinificazione e l'eventuale invecchiamento devono essere effettuate nei comuni in cui ricade la zona di produzione, ma è consentito che avvengano anche nei comuni di Alba, Bra, Barbaresco, Barolo, Castiglione Falletto, Cherasco, Diano d'Alba, Grinzane Cavour, La Morra, Monchiero, Monforte d'Alba, Montelupo Albese, Neive, Novello, Roddi, Roddino, Serralunga d'Alba, Sinio, Treiso e Verduno.

## Disciplinare
La DOC Roero è stata istituita con DPR 18.03.1985 pubblicato sulla Gazzetta Ufficiale n. 258 del 02.11.1985
È stata trasformata in DOCG Roero con DI del 07.12.2004 pubblicato sulla Gazzetta Ufficiale n. 301 del 24.12.2004
Successivamente è stato modificato con 
- DM 23.03.2006 - G.U. 85 - 11.04.2006
- DM 17.09.2010 - G.U. 237 - 09.10.2010
- DM 30.11.2011 - G.U. 295 - 20.12.2011
- DM 07.03.2014 - Sito ufficiale Mipaaf
- DM 09.07.2014 - G.U. 165 -18.07.2014
- La versione in vigore è stata approvata con DM 20.02.2015. Sito ufficiale del Mipaaf[1]

## Tipologie

### Roero
È consentita la menzione Vigna seguita dal toponimo o nome tradizionale precedentemente rivendicato; la produzione massima è di 72 q./ha.
È prevista la menzione Riserva, con invecchiamento di 32 mesi di cui 6 in botte di legno.
| uvaggio                        | Nebbiolo minimo 95%                  |
| titolo alcolometrico minimo    | 12,50% vol.                          |
| acidità totale minima          | 4,5 g/l.                             |
| estratto secco minimo          | 22,0 g/l.                            |
| resa massima di uva per ettaro | 80 q.                                |
| resa massima di uva in vino    | 70%                                  |
| periodo di invecchiamento      | 20 mesi, di cui 6 in botte di legno. |

#### Abbinamenti consigliati
Carni bianche saporite, Carni rosse senza note di selvatico, Ravioli del Plin, Gnocchi al Castelmagno, risotto al Roero.

### Roero Arneis
È consentita la menzione Vigna seguita dal toponimo o nome tradizionale precedentemente rivendicato; la produzione massima è di 90 q./ha di uva.
| uvaggio                        | Arneis minimo 95% |
| titolo alcolometrico minimo    | 11,00% vol.       |
| acidità totale minima          | 4,5 g/l.          |
| estratto secco minimo          | 15,0 g/l.         |
| resa massima di uva per ettaro | 100 q.            |
| resa massima di uva in vino    | 70%               |

#### Abbinamenti consigliati
Aperitivo e antipasti, pesce dal sapore leggero, piatti semplici, minestre di pasta e verdure, paste con ripieni delicati.

### Roero Arneis spumante
| uvaggio                        | Arneis minimo 95%  |
| titolo alcolometrico minimo    | 11,50% vol.        |
| acidità totale minima          | 5,0 g/l.           |
| estratto secco minimo          | 15,0 g/l.          |
| resa massima di uva per ettaro | 100 q.             |
| resa massima di uva in vino    | 70%                |
| spuma                          | fine e persistente |

#### Abbinamenti consigliati
Preparazione con radicchio, zucca, animelle, granelle.